# Manita peć
Manita peć je jedina špilja na prostoru Nacionalnog parka Paklenica, otvorena i uređena za posjetitelje još od davne 1937. godine zahvaljujući zalaganju starigradskog župnika don Ante Adžije (1880.-1944.).

## Povijest
Don Ante Adžija, katolički svećenik i nekadašnji župnik župe Starigrad-Paklenica, kao strastveni planinar i vizionar razvoja pakleničkog kraja, posebno se zanimao za špilju Manita peć. Uvidjevši njezin planinarsko-turistički potencijal, zauzeo se kod Direkcije na Sušaku da se izgradi staza od Anić luke do Manite peći. Uređenje staze trajalo je od 1933. do 1935. godine, nakon čega je uslijedilo uređenje staze unutar špilje. Unutarnja staza u špilji i paklenički put od naselja Starigrad do Anić luke dovršeni su 1938.

## Zanimljivosti
Ulaz u špilju nalazi se na 570 m nadmorske visine, a  uspon od parkirališta u Velikoj Paklenici do nje traje oko 90 minuta.
Špilja obiluje špiljskim ukrasima (sigama), te se odlikuje bogatstvom podzemne faune. Temperatura u špilji tijekom cijele godine kreće se oko 9 °C.